# Sphacelotheca reiliana
Sphacelotheca reiliana är en svampart som först beskrevs av J.G. Kühn, och fick sitt nu gällande namn av G.P. Clinton 1902. Sphacelotheca reiliana ingår i släktet Sphacelotheca och familjen Microbotryaceae.   Inga underarter finns listade i Catalogue of Life.